# 波多方峠
波多方峠（はだかたとうげ）は、大分県杵築市大田波多方字波多方と同大字船部字三尾ノ平の間にある峠である。

## 概要
現在は波多方トンネル（後述）の開通により峠を越える必要はないが、それ以前は杵築市（合併前、以下同じ）から大田村へ、または大田村から杵築市に移動する際は通常この峠を越える必要があった。通行する車輌が著しく減少したことから、路肩の草が伸びて車道を狭めたり、落ち葉が積もったりすることもあるが、現在も自動車で通行することができる。この峠は昔の往還であったことから、駕籠立て場などといった史跡もある。また、峠からは杵築市街地および守江湾を一望でき、以前は遠足の目的地になることもしばしばあった。

## 波多方峠の旧道
波多方トンネルを通る新道からすれば旧々道ということになるが、波多方峠には徒歩道が残っている。これは往還の道筋そのままである。一部分は茶畑への道として利用されており、軽トラックの通行のため拡幅および舗装されているものの、峠付近は木々の間を縫っていくような細い道のままである。この部分も以前は林業従事者が利用していたために道の体をなしていたが、近年は荒廃が目立っている。なお、この徒歩道と車道は全く違う場所を通っているのではなく、数回交わる。

## 車道の開通と改修
旧往還は非常に勾配が急でしかも道幅が狭く、自動車の通行が困難であったため、新たに車道が拓かれた。往還が尾根伝いに登っていくような道筋であったのに対して、車道は谷を巻いて距離を伸ばし、勾配をやや緩やかにしている。ただし道幅は離合するのがぎりぎりであり、離合不能の箇所も散見された。また、昭和45年（1970年）頃まで未舗装のままであり、路面状況もあまりよくなかった。その後アスファルトで舗装されたものの、あまりに幅が狭いので一部分が改修されることになった。
昭和の終わり頃、杵築側の急カーブが連続する箇所およびその前後が拡幅され、2車線（片側1車線）になった。しかし残りの大部分は1,5車線ほどの曲がりくねった道路のままであり、特に大田側は延々と狭路が続いた。平成3年（1991年）には大分空港道路が開通し、杵築市大字馬場尾に杵築・大田インターチェンジが完成した。その頃、波多方トンネルの計画が持ち上がった。

## 波多方トンネル・石山天空橋の開通
平成11年（1999年）に波多方トンネルが開通し、峠前後の急カーブの連続する部分は旧道となった。その後、大田側の坑口のある大字波多方字波多方から大字石丸字石丸まで、新しく2車線の道路が開通した。この道はたくさんの陸橋で谷をまたいでおり、従来の道とは全く違う場所を通っている。このように大田側は整備が一通り完了したものの、杵築側はトンネルより少し下った大字船部字尾上から大字溝井字乙王までは依然として狭く曲がりくねった道路であった。その後、この区間は平成31年（2019年）2月21日、字尾上からニールセンローゼ橋方式を採用した石山天空山橋（平成29年（2017年）3月完成）で石山ダムをまたいで大字溝井字二ノ坂を通り、さらに同字久保畑より谷をまたぎ、同字石生谷にて現道に接続した。この主要地方道大田杵築線（溝井工区）道路改良事業の全区間開通により、大田地域と杵築市間の移動時間が大幅に短縮され,急カーブが多く狭い旧道に代わって、大分県道49号として安全で快適な移動手段と、合併した大田村と杵築市の間の交流の促進に寄与している。。